# Gustavo Giménez
Gustavo Giménez (n. Asunción, Paraguay; 17 de julio de 1987) es un futbolista paraguayo. Juega de lateral derecho y su actual equipo es el Club Sol de América de la Primera División de Paraguay.

## Clubes
| Club                  | País     | Año             |
| --------------------- | -------- | --------------- |
| Tacuary               | Paraguay | 2008 − 2012     |
| Rubio Ñu              | Paraguay | 2013 − 2015     |
| San Lorenzo           | Paraguay | 2015 − 2016     |
| Club Sportivo Luqueño | Paraguay | 2017 - 2018     |
| Club River Plate      | Paraguay | 2019 - Presente |

### Participaciones en Copas Nacionales
| Copa               | País     | Resultado     | Partidos | Goles |
| ------------------ | -------- | ------------- | -------- | ----- |
| Copa Paraguay 2018 | Paraguay | Por confirmar | 0        | 0     |

- Datos: Q5889631